# خرمالو
خُرمالو میوهٔ چندین گونه از گیاهان گل‌دار دولپه‌ای از سردهٔ خرمالو است که در راستهٔ خلنگ‌سانان و خانوادهٔ خرمالوئیان قرار دارند. برخی از این گیاهان، برگ‌ریز و برخی همیشه‌سبز هستند. بیشتر این‌گونه‌ها بومی مناطق گرمسیر هستند و تنها تعداد کمی از آن‌ها در اقلیم معتدل گسترش دارند. میوهٔ چندین گونه از خرمالوها خوراکی است. خرمالوی ژاپنی (Diospyros kaki) گونه‌ای است که در میان خرمالوها بیشترین تولید جهانی را به خود اختصاص داده و در سطح وسیعی کشت می‌شود. در سال ۲۰۱۹، چین ۷۵ درصد از کل خرمالوی جهان را تولید کرد.

## بزرگ ترین تولید کنندگان خرمالو در جهان
| چین | ۳٬۲۱۰٬۰۰۰ |
| کره جنوبی | ۳۲۰٬۰۰۰   |
| ژاپن | ۲۱۰٬۰۰۰   |
| جمهوری آذربایجان | ۱۷۰٬۲۱۰   |
| برزیل | ۱۶۰٬۰۰۰   |
| در کل دنیا | ۴٬۲۷۰٬۰۰۰ |
| No symbol = official figure, P = official figure, F = FAOSTAT ۲۰۰۷، * = Unofficial/Semi-official/mirror data, C = Calculated figure A = Aggregate (may include official, semi-official or estimates); Source: Food And Agricultural Organization of United Nations: Economic And Social Department: The Statistical Division |           |

کشور چین بیش از ۷۴ درصد خرمالوی جهان را تولید می‌کند و پس از آن کشور های کره جنوبی ۷٫۵ درصد، ژاپن ۴٫۹۲ درصد، جمهوری آذربایجان ۴ درصد و برزیل ۳٫۷۵ درصد در رده‌های دوم تا پنجم جهان قرار دارند.

## ویژگی‌ها
میوهٔ خرمالو از نوع سته است. درخت خرمالوی ژاپنی پُرکِشت‌ترین گونهٔ خرمالو است. به‌طور معمول، از ۴٫۵ تا ۱۸ متر (۱۵ تا ۵۹ فوت) ارتفاع دارد. برگ‌ها ۷–۱۵ سانتیمتر (۲٫۸–۵٫۹ اینچ) طول دارند و سطح بالایی آن‌ها، چرمی و براق است. درختان خرمالو معمولاً دوپایه هستند و در بیشتر گونه‌ها، گل‌های نر و ماده روی درختان جداگانه تولید می‌شوند. برخی از درختان نیز دارای گل‌های نر و ماده هستند و در موارد نادر ممکن است گل کاملی داشته باشند که شامل اندام‌های تولید مثل نر و ماده در یک گل است. گل‌های نر، صورتی و در گروه‌های ۳تایی ظاهر می‌شوند. آن‌ها دارای یک گل‌پوش ۴ قسمتی و ۲۴ پرچم در ۲ ردیف هستند. گل‌های ماده به‌رنگ کرمی مایل به سفید هستند و به‌صورت مجزا ظاهر می‌شوند. آن‌ها یک کاسه گل بزرگ، ۸ پرچم رشدنکرده و یک تخمدان گِرد دارند.
میوه خرمالو در اواخر پاییز بالغ می‌شود و می‌تواند تا زمستان روی درخت بماند. رنگ، میوه‌های رسیده بسته به گونه، زیرگونه و واریته، از زرد روشن براق تا نارنجی تیره و قرمز متغیر است. قطر میوه‌های رسیده، از ۱٫۵ تا ۹ سانتی‌متر، متغیر است. شکل میوه‌ها براساس گونه، ممکن است کروی، شبیه بلوط یا کدو تنبل باشد. گوشت میوه تا زمان رسیدن کامل، گَس است و به‌رنگ زرد، نارنجی یا قهوه‌ای تیره است. کاسهٔ گل معمولاً پس از برداشت، به میوه چسبیده می‌ماند اما پس از رسیدن میوه، به‌راحتی جدا می‌شود. میوهٔ رسیده، سرشار از ساکارز، عمدتاً به‌شکل فروکتوز و گلوکز است و طعمی شیرین دارد.

## گونه‌ها

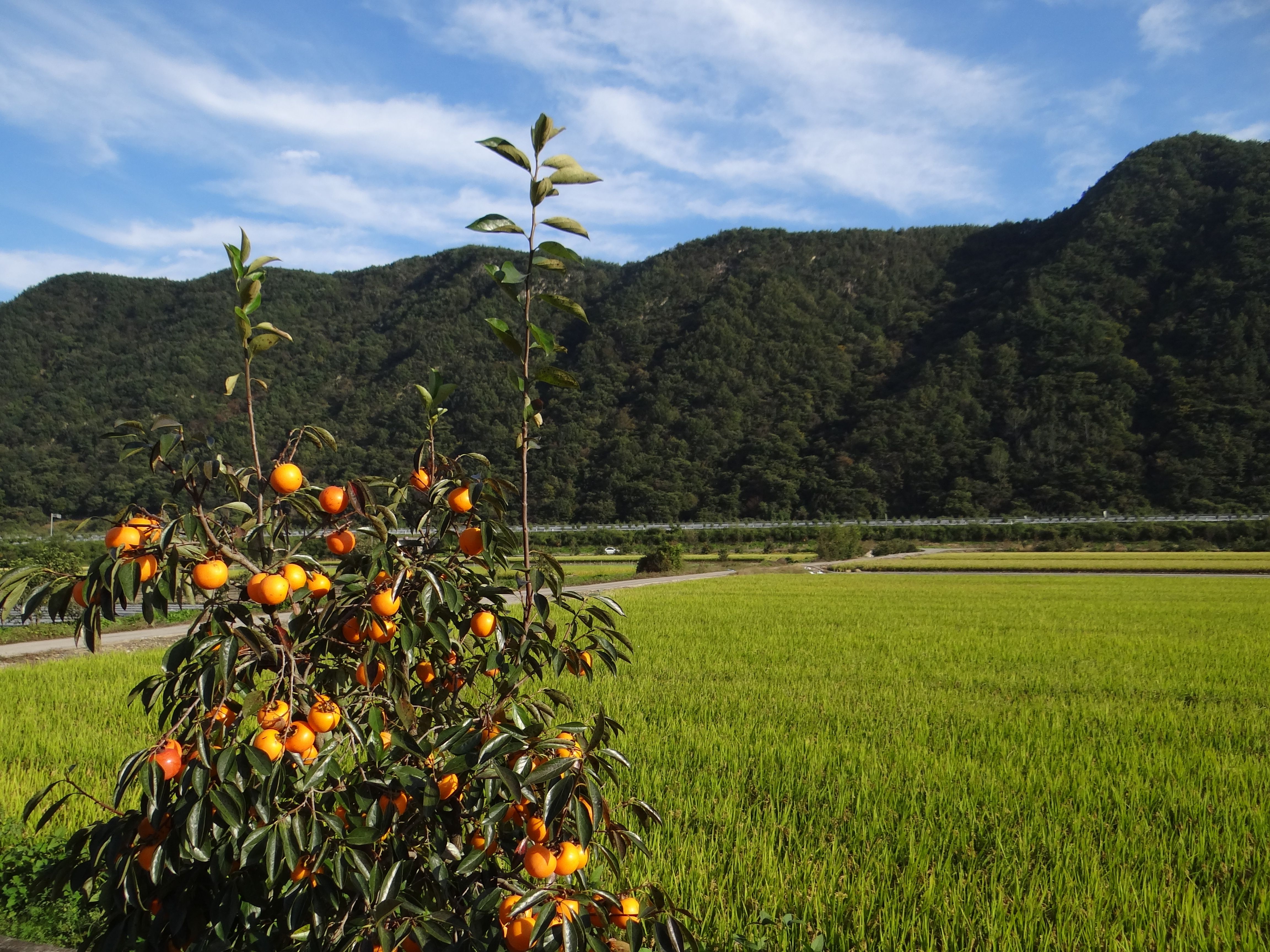
درخت خرمالوی ژاپنی در وانجو کانتی، کره جنوبی

همگی گیاهان سردهٔ خرمالو، دارای میوه‌های خوراکی نیستند. چند گونهٔ مهم خوراکی خرمالو شامل موارد زیر هستند:
- خرمالوی ژاپنی (Diospyros kaki) گونه‌ای است که در میان خرمالوها بیشترین تولید جهانی را به خود اختصاص داده و در سطح وسیعی کشت می‌شود.[۱۴] این گونه که بومی چین است خوش‌طعم بوده و برگ‌هایی پهن و سفت دارد. ابتدا به جهت استفاده از میوه آن، در سایر نواحی آسیای شرقی پرورش یافت و بعدها در دههٔ اول سدهٔ نوزدهم به کالیفرنیا و جنوب اروپا معرفی شد. رقم ژاپنی «هاچیا» به‌طور گسترده کشت می‌شود. این میوه دارای تانن بالایی است که میوهٔ نارس را گس و تلخ می‌کند. با بالغ شدن میوه، سطح تانن کاهش می‌یابد. خرمالوهایی مانند «هاچیا» باید پیش از مصرف، کاملاً رسیده باشند. زمانی که این میوه رسید، بافتی ژله‌ای و ضخیم تشکیل می‌شود که در پوسته‌ای نازک و مومی قرار گرفته‌است. از نظر تجاری و به‌طور کلی، میوهٔ خرمالو دارای دو نوع گس و غیر گس است. هاچیای قلبی‌شکل رایج‌ترین نوع خرمالوی گس است که حاوی سطوح بسیار بالایی از تانن‌های محلول است. تانن‌ها به روش‌های مختلفی از بین می‌روند؛ مثلاً می‌توان خرمالوی گس را به‌مدت چند روز در کاغذی پیچیده و در معرض نور قرار داد. وجود اتیلن در محیط، این فرایند را تا حد زیادی تسریع می‌کند. برای مصارف خانگی، راحت‌ترین و مؤثرترین فرایند، این است که خرمالوهای در حال رسیدن را در یک ظرف تمیز و خشک به همراه سایر انواع میوه که در حین رسیدن، مقادیر زیادی اتیلن تولید می‌کنند، نگهداری کرد.
- خرمالوی آمریکایی (Diospyros virginiana) بومی شرق ایالات متحده است. در پاییز یا پس از نخستین یخبندان، برداشت می‌شود و میوهٔ آن، به‌صورت تازه یا پخته‌شده، در پودینگ‌ها و برای تهیهٔ آبجوی خرمالو مصرف می‌شود.[۱۵][۱۶]
- خرمالوی سیاه (Diospyros digyna) بومی مکزیک است و میوه آن در حالت نارس دارای پوستی سبز و گوشتی سفید است که در زمان رسیدن به رنگ سیاه در می‌آید. گونه‌ای به نام مابولو یا سیب مخملی (Diospyros discolor) نیز وجود دارد که بومی فیلیپین است. میوهٔ رسیدهٔ این گونه، به‌رنگ قرمز روشن است.
- خرمندی (Diospyros lotus) (بومی جنوب غربی آسیا و جنوب شرقی اروپا) برای یونانیان باستان با عنوان میوه خدا شناخته شده بود.

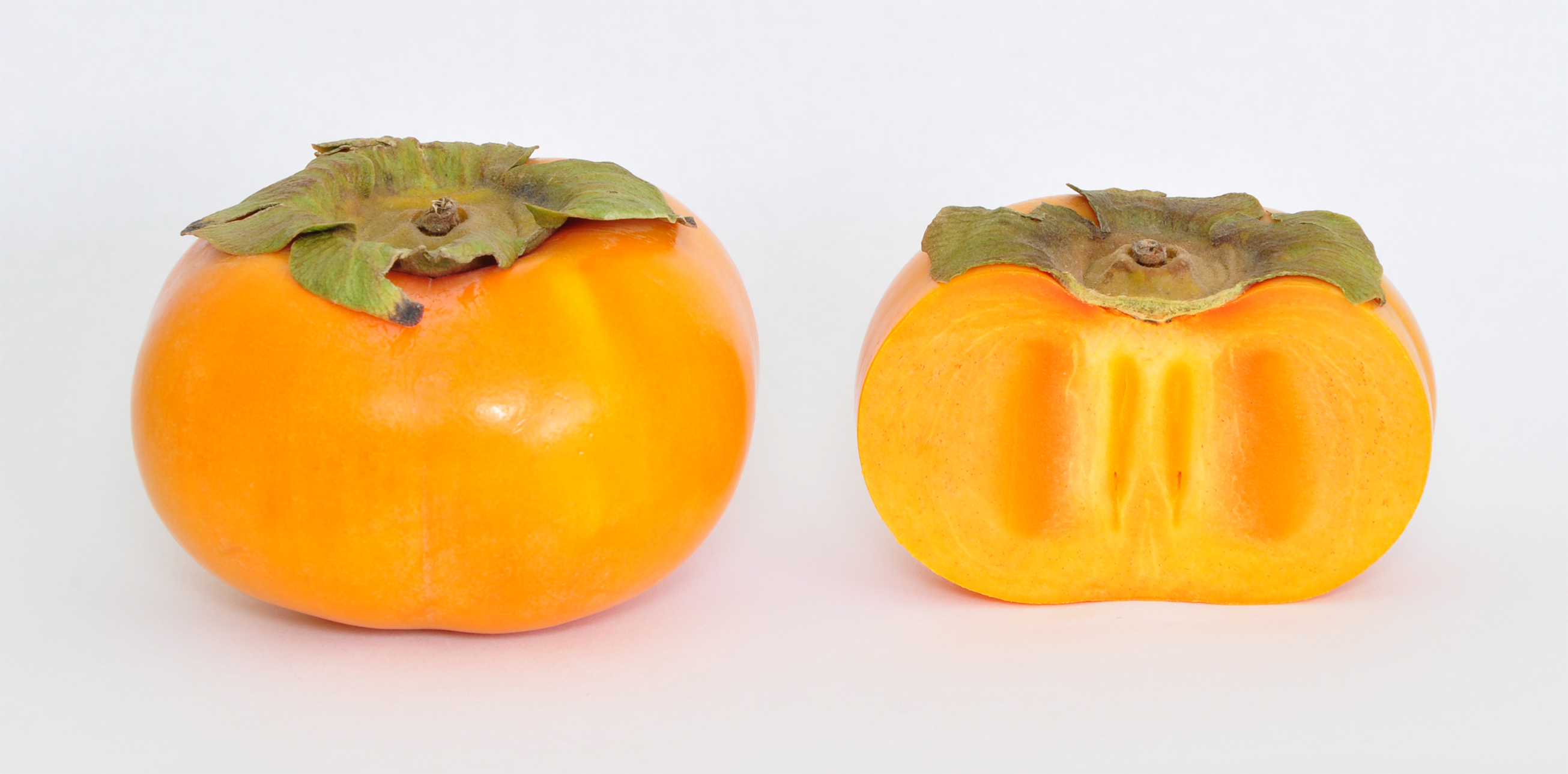
میوهٔ خرمالوی ژاپنی

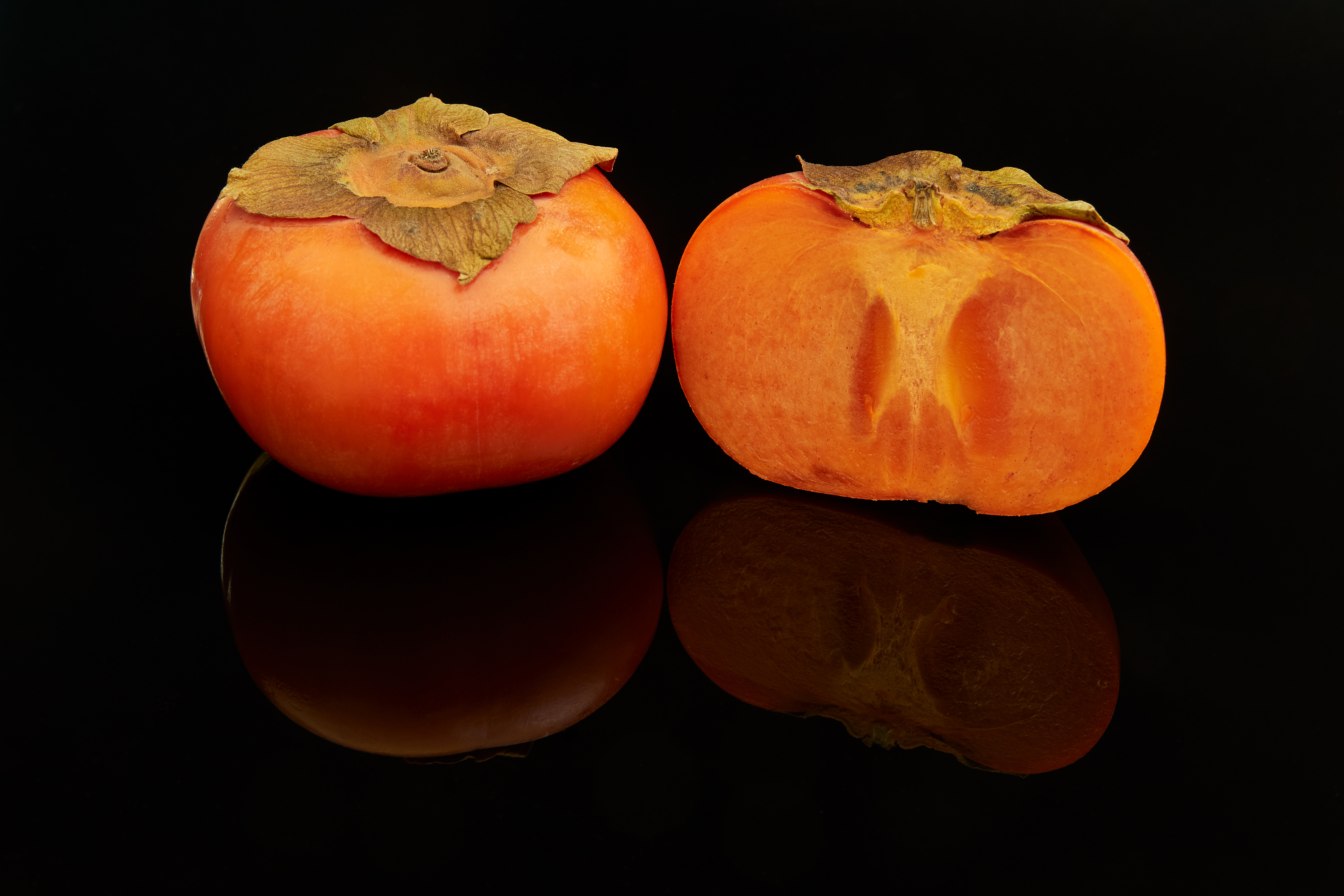
میوه خرمالو

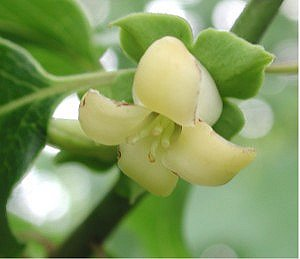
شکوفه خرمالو

## ارزش غذایی
خرمالوی ژاپنی در مقایسه با سیب، دارای سطوح بالاتر فیبر خوراکی و برخی مواد مغذی معدنی است اما به‌طور کلی منبع مهمی از ریزمغذی‌ها نیست. این میوه حاوی منگنز (۱۷٪ از نیاز روزانه در ۱۰۰ گرم) و بتا-کاروتن (۱۰٪ از نیاز روزانه در هر ۱۰۰ گرم) است. خرمالوی آمریکایی منبعی غنی از ویتامین ث (۸۰٪ از نیاز روزانه در هر ۱۰۰ گرم) و آهن (۱۹٪ از نیاز روزانه در هر ۱۰۰ گرم) است. میوه‌های خرمالو همچنین حاوی مواد شیمیایی گیاهی مانند کاتچین، گالوکاتچین و بتولینیک اسید هستند.

## چوب
چوب گونه‌ای از درخت خرمالو به‌عنوان چوب آبنوس مورد استفاده است که سنگین و محکم است و مغز چوب آن به رنگ سیاه براق است (عمدتاً گونه Diospyros ebenum). گونه‌هایی که مغز چوب سیاه‌رنگ دارند بیشتر از نظر چوبشان اهمیت دارند تا میوه آن‌ها.

## تولید
در سال ۲۰۱۹، تولید جهانی خرمالو ۴٫۲۷ میلیون تن بود که چین با ۷۵ درصد از کل تولید جهانی، در رتبهٔ نخست قرار داشت.
| کشور        | کشور             | میزان تولید به تن |
| ----------- | ---------------- | ----------------- |
| ۱           | چین              | ۳٬۰۸۴٬۰۰۰         |
| ۲           | اسپانیا          | ۴۹۲٬۰۰۰           |
| ۳           | کره جنوبی        | ۳۴۶٬۰۰۰           |
| ۴           | ژاپن             | ۲۰۸٬۰۰۰           |
| ۵           | جمهوری آذربایجان | ۱۶۰٬۰۰۰           |
| ۶           | برزیل            | ۱۵۷٬۰۰۰           |
| ۷           | تایوان           | ۸۴٬۳۰۰            |
| ۸           | ازبکستان         | ۷۱٬۲۰۰            |
| ۹           | ایتالیا          | ۴۷٬۶۰۰            |
| ۱۰          | اسرائیل          | ۲۸٬۰۰۰            |
| ۱۱          | ایران            | ۲۲٬۴۰۰            |
| تولید جهانی | تولید جهانی      | ۴٬۷۱۱٬۰۰۰         |

## نگارخانه

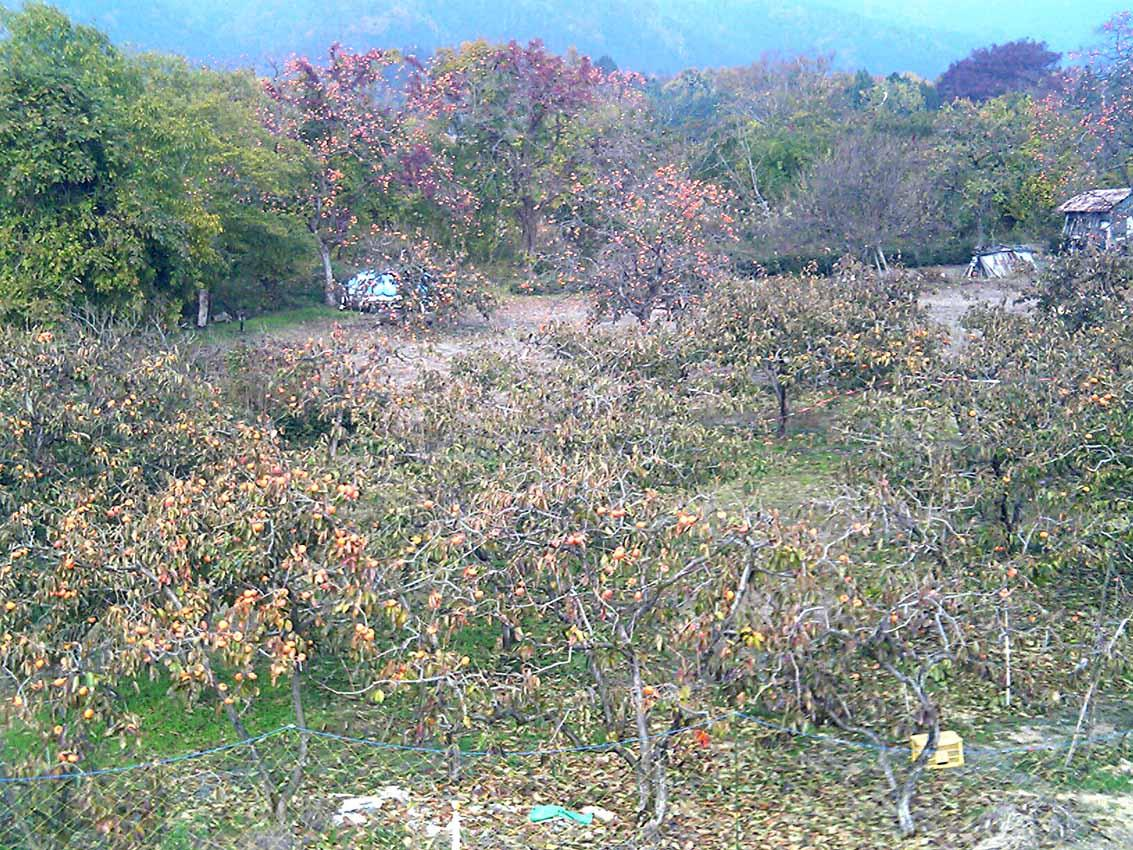
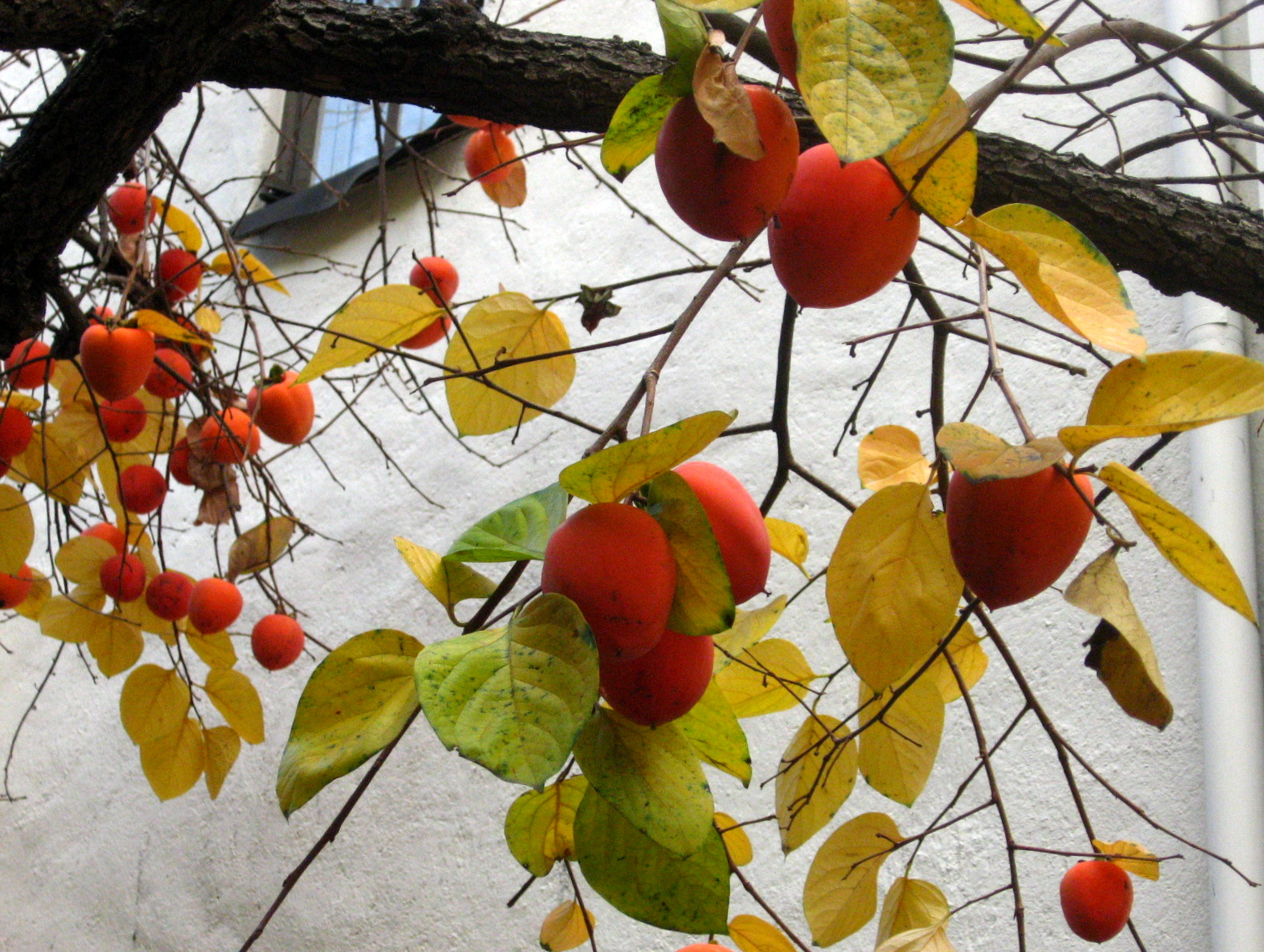
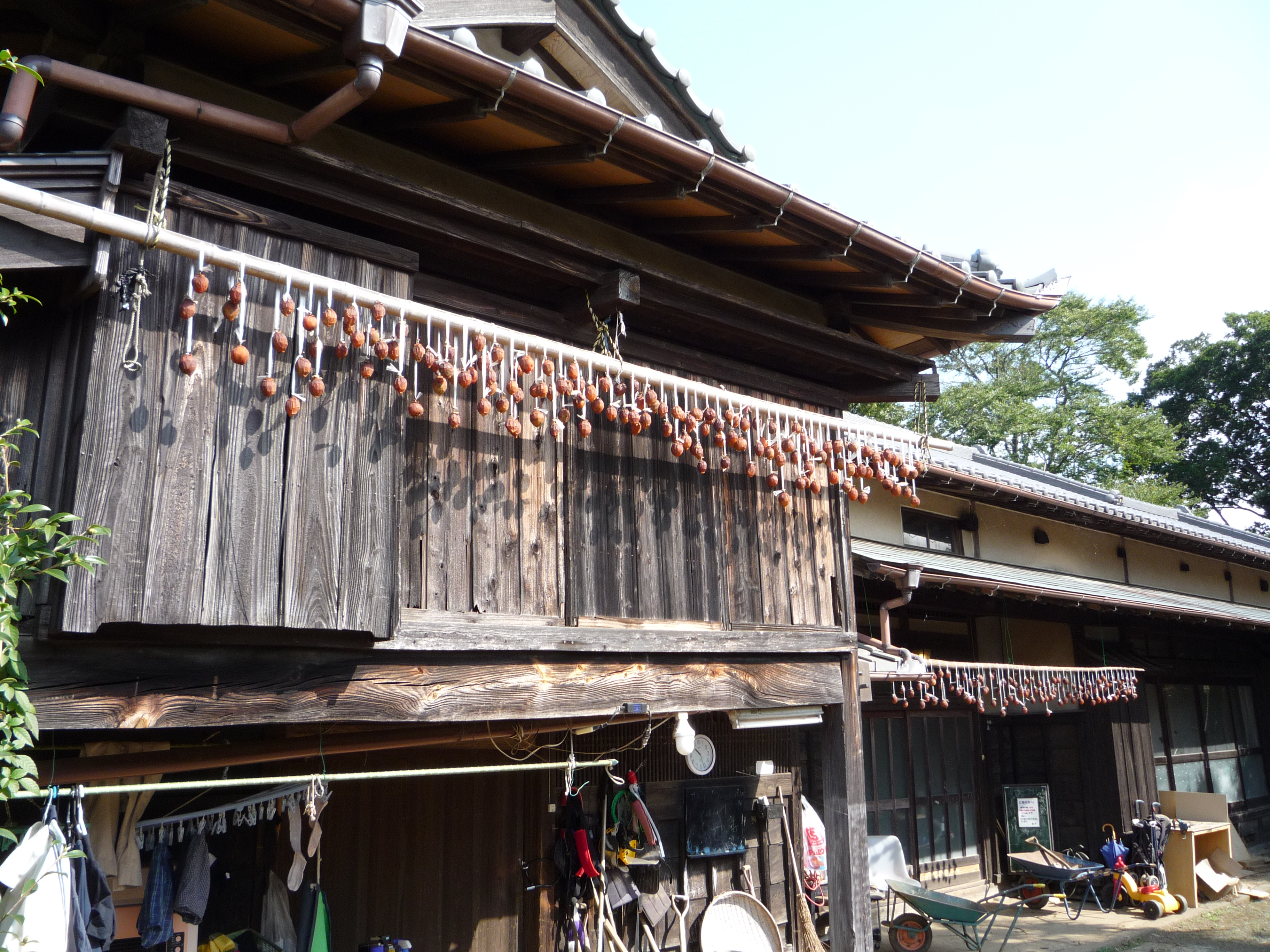
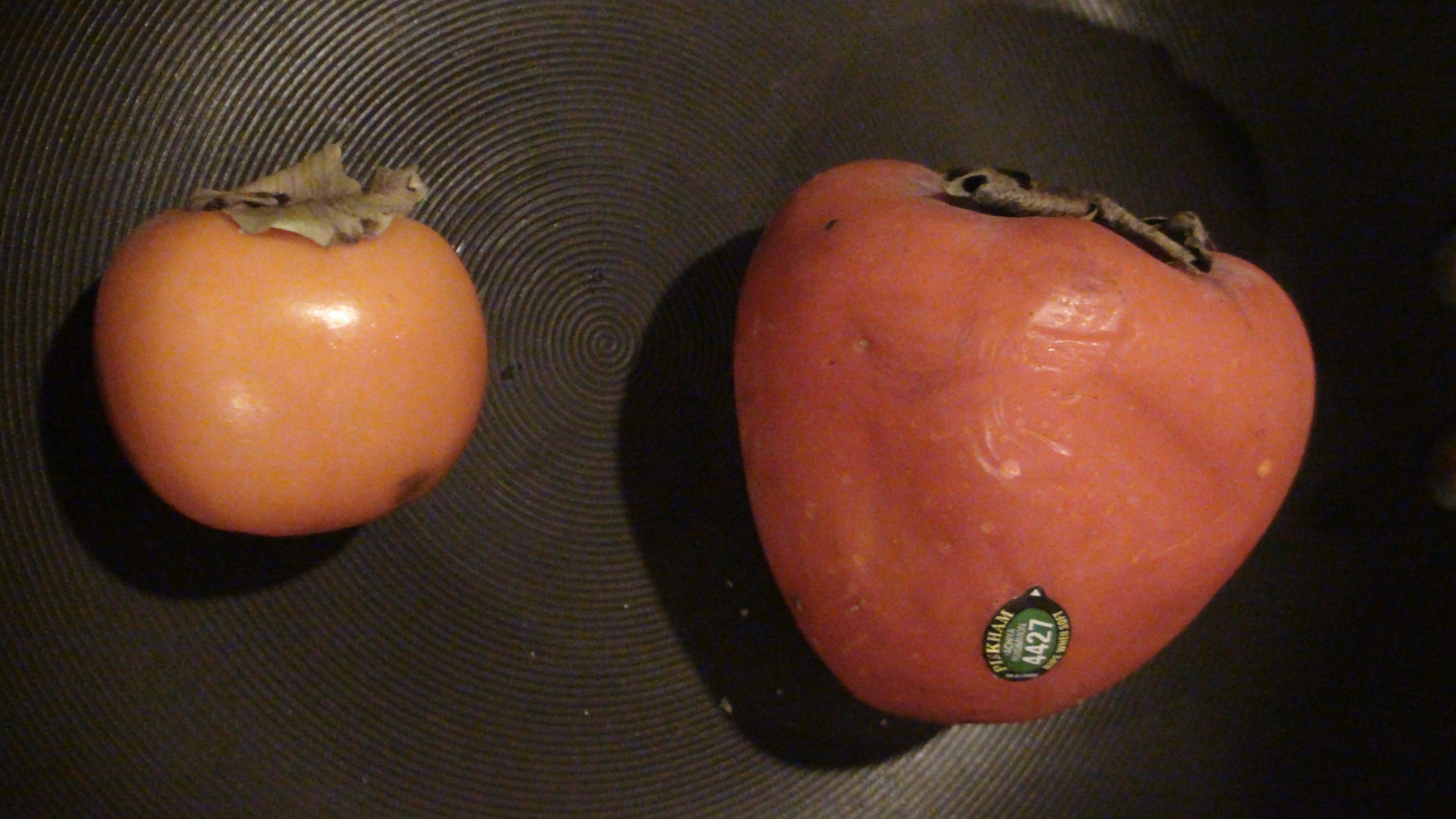
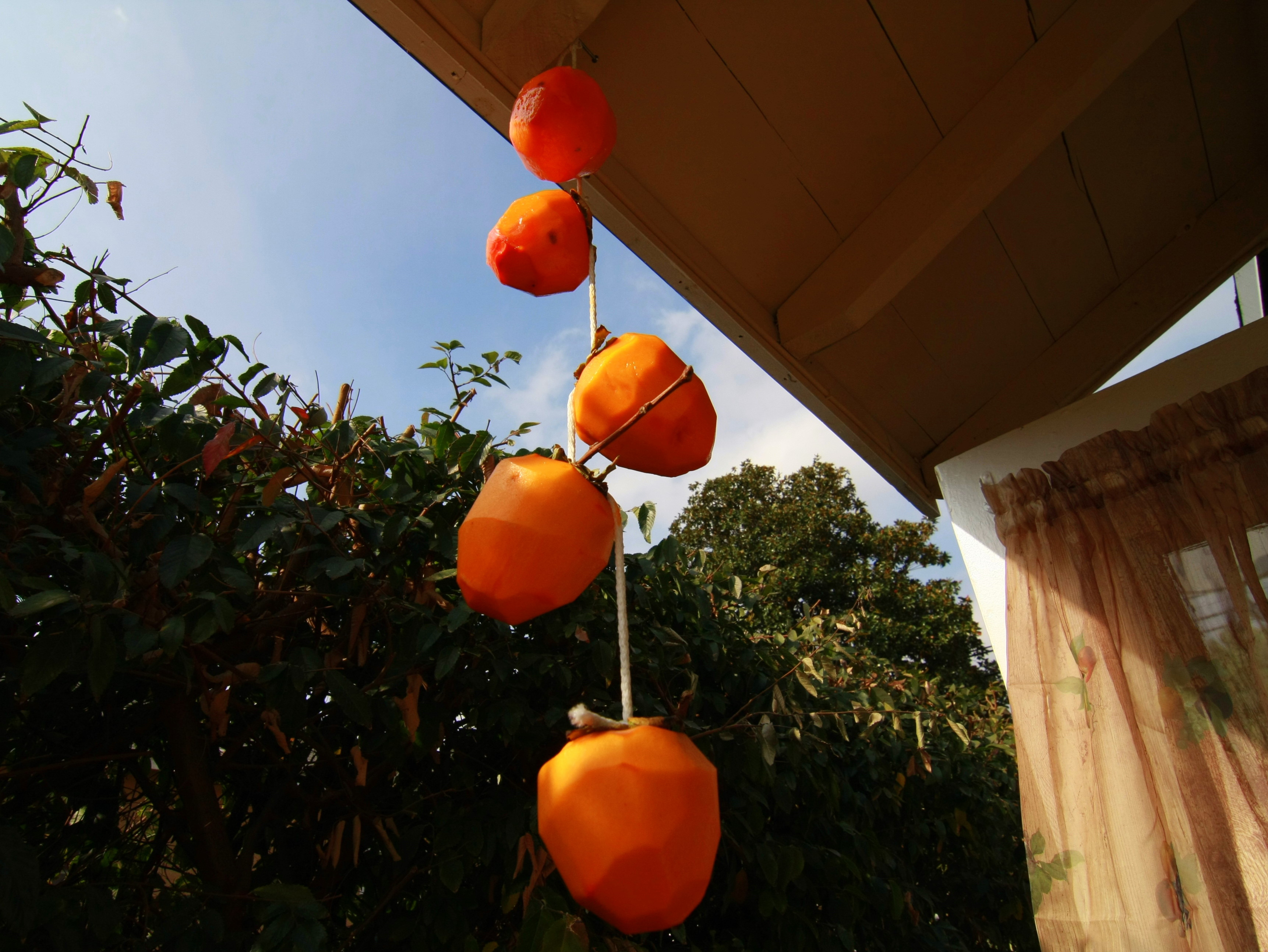
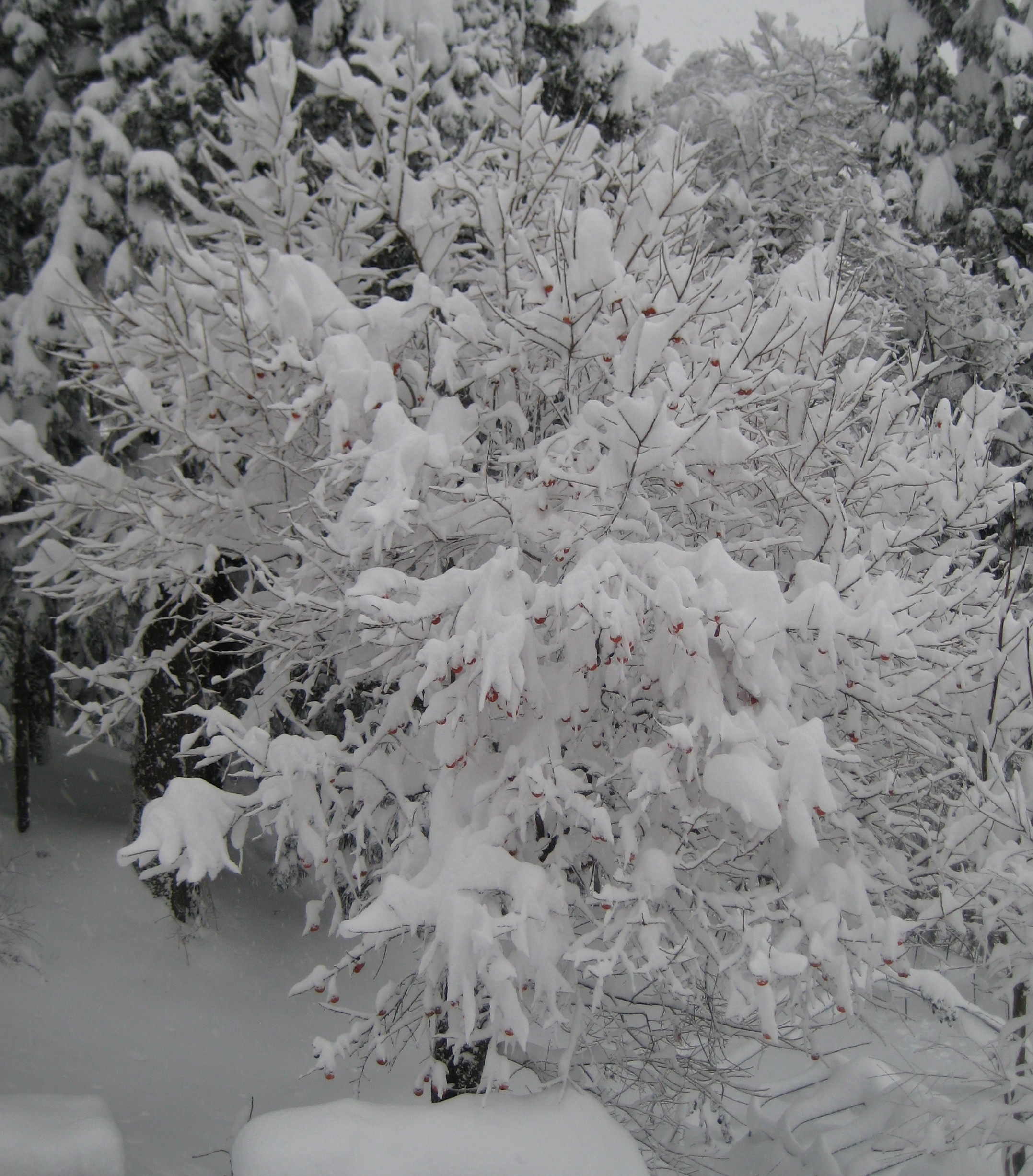
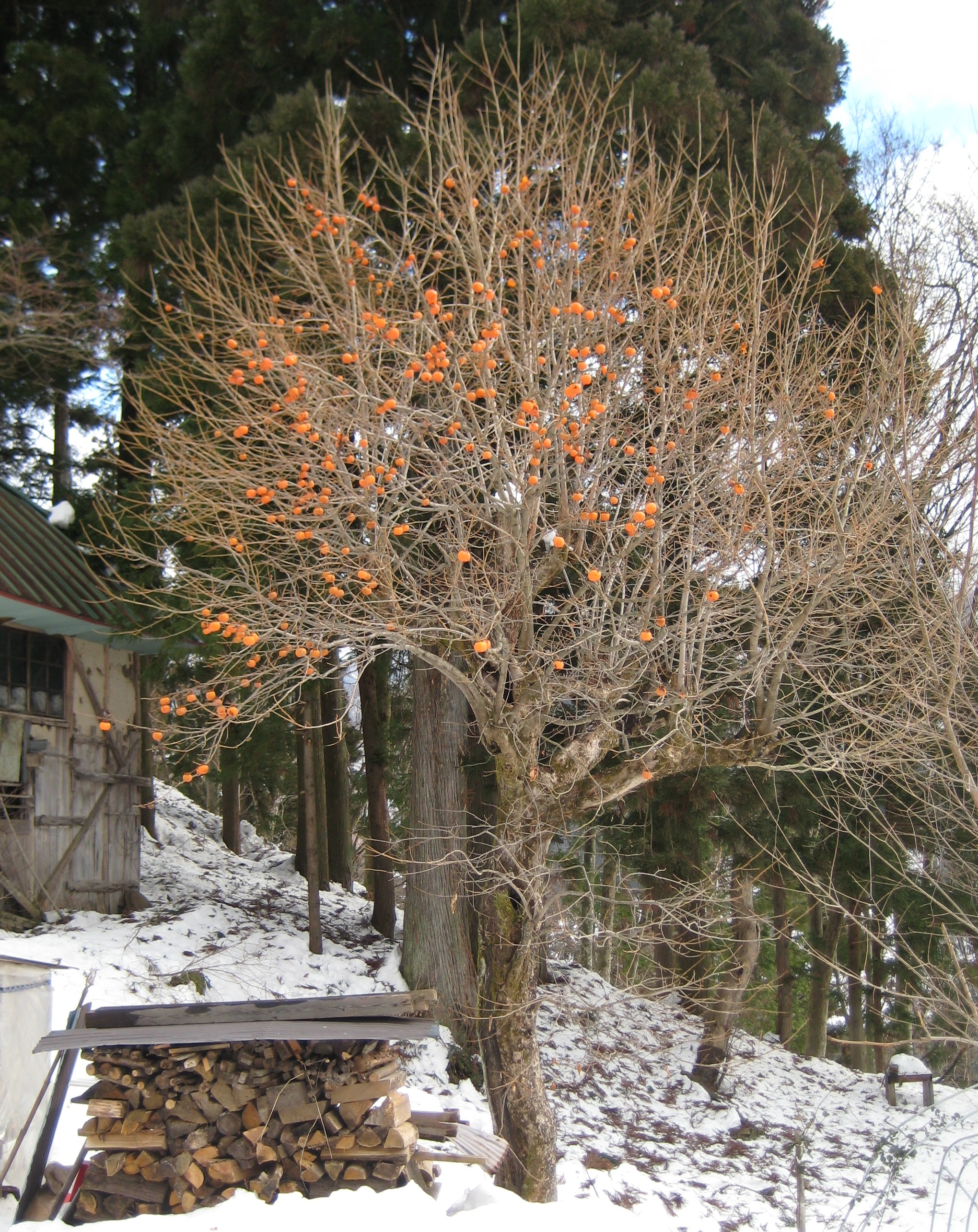
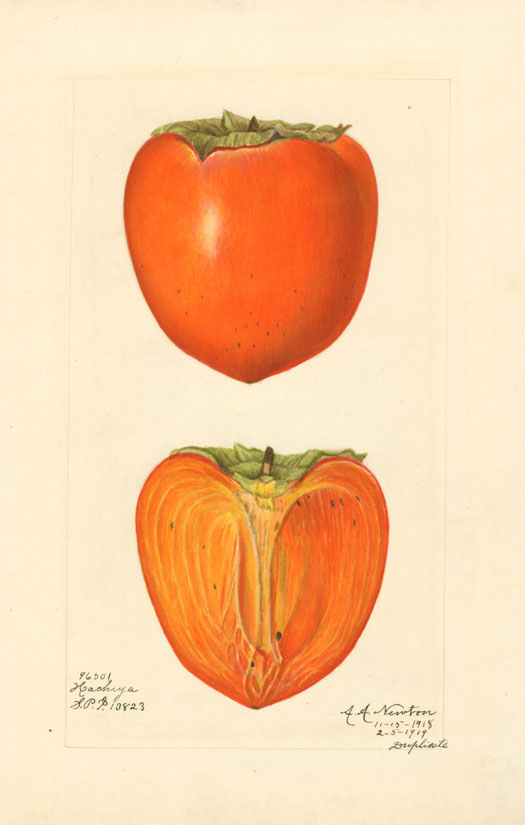
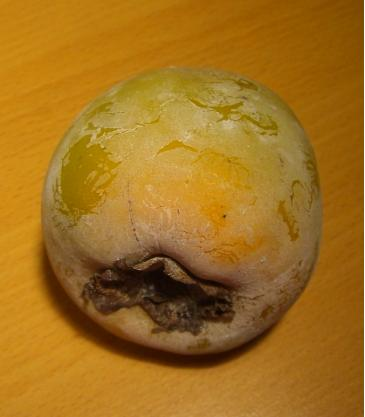
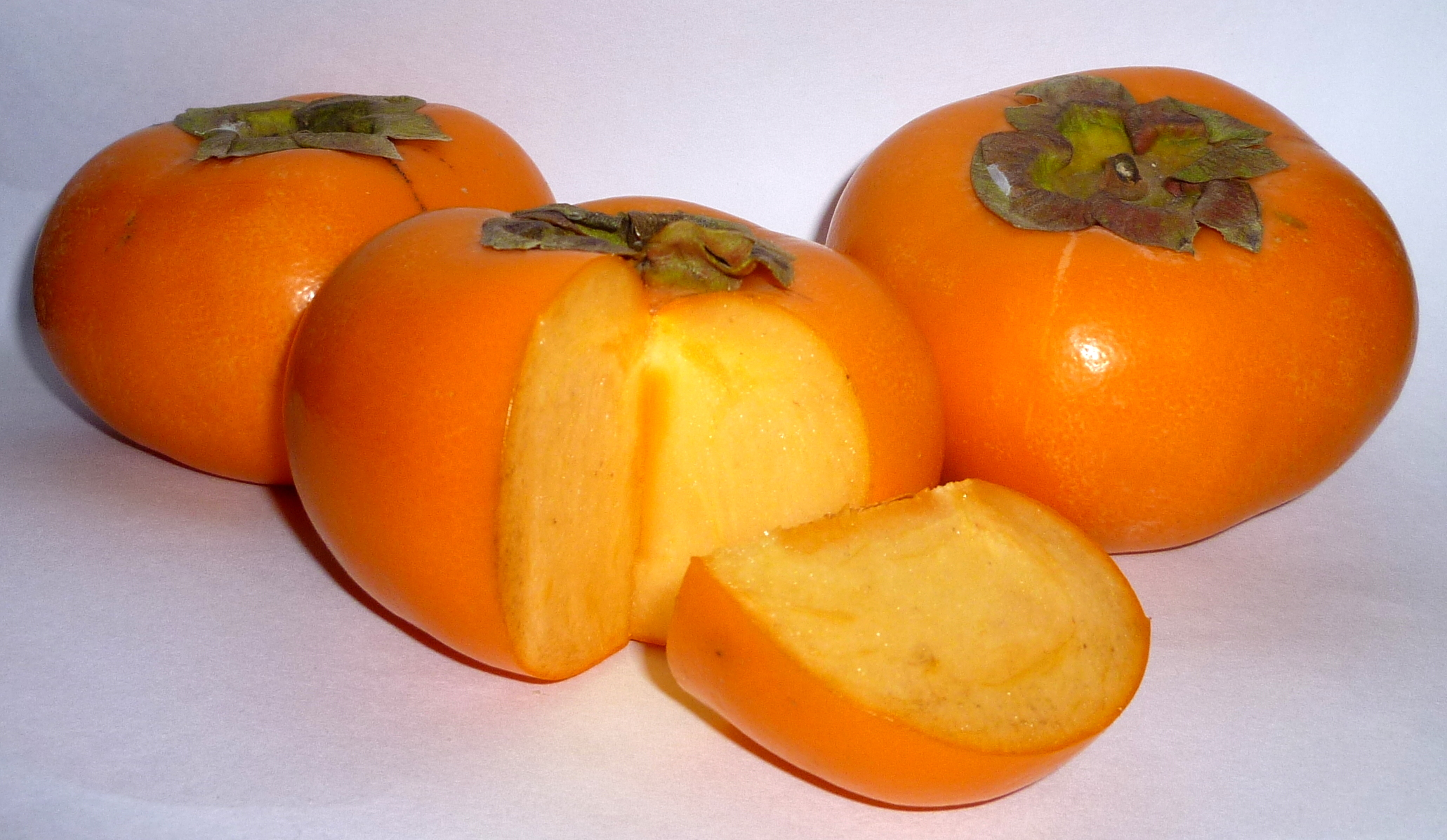
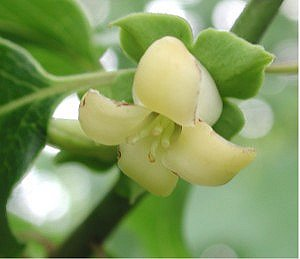
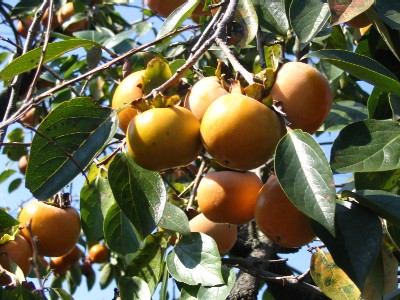
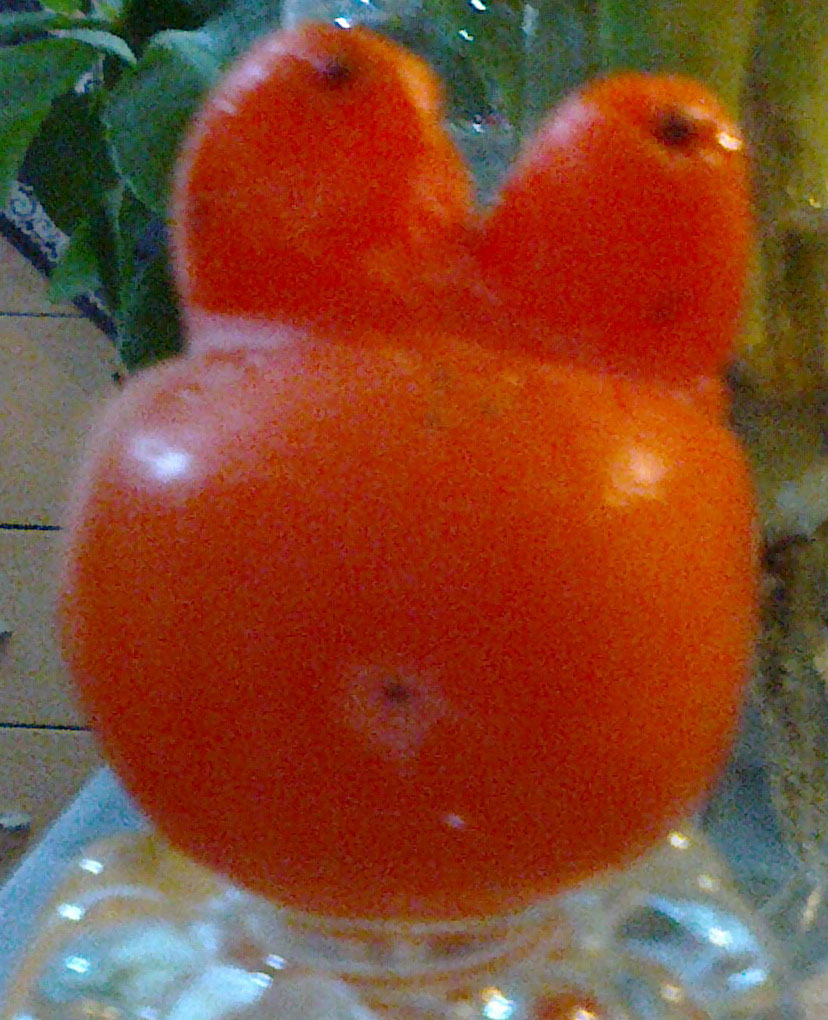